# Ophiozona contigua
Ophiozona contigua är en ormstjärneart som beskrevs av Christian Frederik Lütken och Ole Theodor Jensen Mortensen 1899. Ophiozona contigua ingår i släktet Ophiozona och familjen fransormstjärnor. Inga underarter finns listade i Catalogue of Life.